# بن ویشاو
بنجامین جان «بن» ویشاو (به انگلیسی: Benjamin John "Ben" Whishaw) (زاده ۱۴ اکتبر ۱۹۸۰) بازیگر سینما، تلویزیون و تئاتر انگلیسی است. او در سال ۲۰۰۴ نقش هملت را در تئاتر اولد ویک بازی کرد که برای او نامزی جایزه لارنس الیویه را به همراه داشت. ویشاو در سریال‌های ناتان بارلی، عدالت جنایی، ساعت، جاسوسی از لندن و رسوایی خیلی انگلیسی بازی کرده‌است. نقش‌های سینمایی وی شامل عطر: قصهٔ یک آدمکش، من آنجا نیستم، باری دیگر برایدزهد، ستاره فروزان، خرچنگ، کلاود اطلس، حق رای، دختر دانمارکی، بازگشت مری پاپینز می‌شود. او در اسکای‌فال و اسپکتر نقش Q را بازی کرده‌است. ویشا خرس پدینگتون را در فیلم پدینگتون و پدینگتون ۲ صداپیشگی کرده‌است. در سال ۲۰۱۸ ویشاو نقش نورمن اسکات را در سریال رسوایی‌ای بس انگلیسی مقابل هیو گرانت بازی کرد او برای نقش آفرینی اش در این سریال برنده جایزه گلدن گلوب شد.

## زندگی

### زندگی شخصی
بن ویشاو همجنس‌گراست. او از اوت ۲۰۱۲ با آهنگساز استرالیایی، مارک بردشاو ازدواج مدنی کرده است.

## گزیدهٔ نقش‌آفرینی‌ها
- سنگر (۱۹۹۹)
- عشق پاینده (۲۰۰۴)
- کیک لایه‌ای (۲۰۰۴)
- عطر: قصه یک آدمکش (۲۰۰۶)
- من آنجا نیستم (۲۰۰۷)
- بین‌المللی (۲۰۰۹)
- ستاره فروزان (۲۰۰۹) — در نقش جان کیتس
- ساعت (۲۰۱۲-۲۰۱۱)
- اسکای‌فال (۲۰۱۲) — در نقش Q
- ریچارد دوم (۲۰۱۲)
- اطلس ابر (۲۰۱۲)
- موزون (۲۰۱۴)
- پدینگتون (۲۰۱۴)
- در دل دریا (۲۰۱۵)
- اسپکتر (۲۰۱۵)
- دختر دانمارکی (۲۰۱۶)
- پدینگتون ۲ (۲۰۱۷)
- بازگشت مری پاپینز (۲۰۱۸)